# سيمون الثاني (بابا الإسكندرية)
سيمون الثاني، بابا الإسكندرية وبطريرك الكرازة المرقسية للأقباط الأرثوذكس رقم 49، أصله من الإسكندرية. وأقام بطريركاً 7 أشهر و15 يوماً، في الفترة من 15 فبراير 830 حتى 30 سبتمبر 830 م، وتوفي. وخلا الكرسي بعده سنة واحدة وشهراً واحداً و17 يوماً.